# Nepotizam
Nepotizam (iz latinskog. nom. nepos, gen. nepotis unučad, potomak, te nećak) je termin kojim se označava popunjavanje radnih mjesta članovima vlastite obitelji ili davanje prednosti pri zapošljavanju poznanicima. Kriterij stručne ili osobne sposobnosti za određenu funkciju pri tome ne igra odlučujuću ulogu.
Može biti i izmišljena pozicija ili radno mjesto za osobu koja često nema stručne i profesionalne kvalifikacije. Kriterij zapošljavanja na takvo se mjesto mogu biti primjerice rodbinske, zavičajne, prijateljske ili stranačka pripadnost.

## Vanjske poveznice
- Uhljeb.info  Arhivirana inačica izvorne stranice od 24. veljače 2016. (Wayback Machine)